# Christian De Lorenzi
Chistian De Lorenzi, född 18 februari 1981, är en italiensk skidskytt. Hans bästa resultat i världscupen är en andraplats i jaktstart den 14 mars 2010 i Kontiolax. Dessutom var han med i det italienska laget som blev trea i mixedstafetten den 12 mars 2010, också det i finska Kontiolax. De Lorenzi är skogspolis vid Corpo forestale dello Stato och arbetar heltid som skidskytt.

## Meriter

### Världscupen
- 2010:
  - Mixedstafett - trea
  - Jaktstart - tvåa
  - Sprint - tvåa